# Hindrick Busch
Hindrick Busch, var en svensk hovtrumpetare i Stockholm.

## Biografi
Hindrick Busch spelade trumpet och var 1677–1681 och 1690–1714 hovtrumpetare i Stockholm. Nusch namn är förknippad med låten Marsch de Busch.

### Familj
Busch var gift och fick dottern Regina Busch som var gift med hovtrumpetaren Johan Wilhelm Pettersson.